# Selenia centrilineata
Selenia centrilineata är en fjärilsart som beskrevs av Barend J. Lempke 1951. Selenia centrilineata ingår i släktet Selenia och familjen mätare. Inga underarter finns listade.